# Dragoc
Dragoc (albanisch auch Dragoci, serbisch Драговац Dragovac) ist ein Dorf in der kosovarischen Gemeinde Pristina.

## Geographie
Dragoc liegt 29 Kilometer südöstlich von Pristina an der M-25.2, unweit vom Badovac-See. Sechzehn Kilometer östlich liegt Novo Brdo und grenzt zur gleichnamigen Gemeinde und zum Bezirk Gjilan.

## Bevölkerung

### Ethnien
Bei der Volkszählung 2011 wurden für Dragoc 178 Einwohner erfasst. Davon bezeichneten sich 176 als Albaner (98,87 %), einer als Bosniake und ein Einwohner gehört einer anderen Ethnie an.
| Volkszählung | 1948 | 1953 | 1961 | 1971 | 1981 | 1991 | 2011 |
| ------------ | ---- | ---- | ---- | ---- | ---- | ---- | ---- |
| Einwohner    | 439  | 494  | 580  | 619  | 539  | 482  | 178  |

### Religion
2011 bekannten sich von den 178 Einwohnern 164 zum Islam, zwölf als Katholiken und zwei Personen deklarierten sich als orthodoxe Christen.